# Lac Mono
Cet article concerne le lac américain. Pour le duo de musique électronique allemand, voir Monolake.
Le lac Mono (en anglais : Mono lake) est un lac de soude, hypersalin situé dans le désert de la Sierra Nevada en Californie, à environ 13 km à l’est du parc du Yosemite, près de la ville de Lee Vining. Ce lac au milieu d'une vaste et ancienne caldeira est un écosystème original et inhabituellement productif.
Ses 25 km de berges et 180 km2 d'étendue d'eau servent d’habitat, de lieu de reproduction et de gué pour beaucoup d’espèces d’oiseaux sédentaires ou migrateurs. Selon les ornithologues du Mono Lake Comitee, plusieurs millions d'oiseaux passent par le lac Mono pendant leur voyage.

## Géologie volcanique et colonnes de béton
La contrée du lac Mono à l'est de la Yosemite Valley est composée de roches volcaniques. Les épanchements de laves à partir des principaux orifices de coulées ou d'expulsion par projection ont recouvert 650 km2. La géomorphologie actuelle serait le résultat d'une gigantesque explosion de la chambre magmatique il y a 750 000 ans annihilant les formes bombées.
Mono Lake est célèbre pour la concrétion atypique d'argiles cimentées à la chaux hydraulique appelée tufa (en), qui, sous forme de tours, se montre surtout sur les rives méridionales du lac. Ces colonnes dures d'aspect ruiniforme signalent la rencontre des eaux chaudes sous pression riches en ions calcium et des eaux plus froides du lac chargées d'anhydride carbonique. La réaction permet la cimentation des particules argileuses agglutinées dès l'embouchure de la source chaude jusqu'à la matérialisation de la limite du flux d'eaux calciques au sein du lac. Avec le temps, la source intermittente se dote de conduits traçants enveloppés par une épaisse carapace de béton, à base d'argiles cimentées par le carbonate de calcium formé in situ. Les sources chaudes disparues, les tufas, résistantes à l'érosion, se dressent, de plus en plus visibles sur les rives avec l'abaissement du niveau du lac.
Cette formation géothermique dans les profondeurs argileuses du lac n'a donc, malgré son nom proche, rien à voir avec le tuf volcanique, ni le simple tuf calcaire ou travertin des formations sédimentaires de sources ou de rivières. Elle s'apparente aux tours minérales qui permettent une vie originale dans les fonds marins au sein ou à proximité des principales chaînes des dorsales océaniques : ces tours éjectent aussi des sources chaudes et cette activité est l'origine de leur érection. Les fonds proches de la dorsale de l'océan Atlantique et même les fonds entourant le Groenland en révèlent.
Depuis que quatre des cinq rivières qui alimentent le lac Mono ont été dérivées vers l'aqueduc de Los Angeles, en 1941, son niveau est descendu de 15 mètres, rendant encore plus visibles les nombreux tufas.

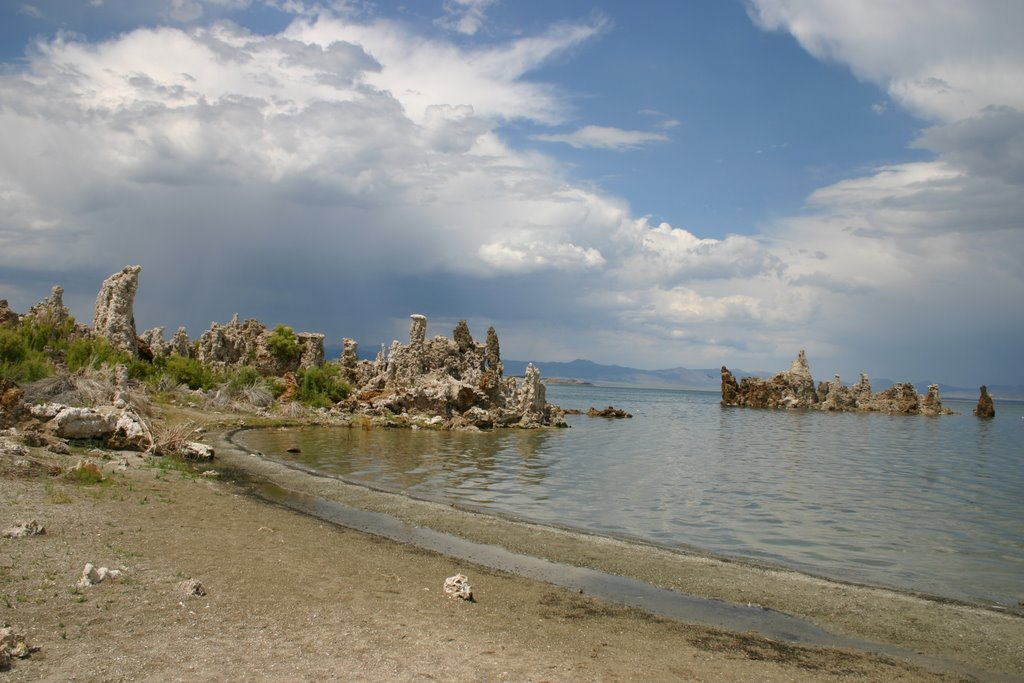
Mono Lake et les tufas
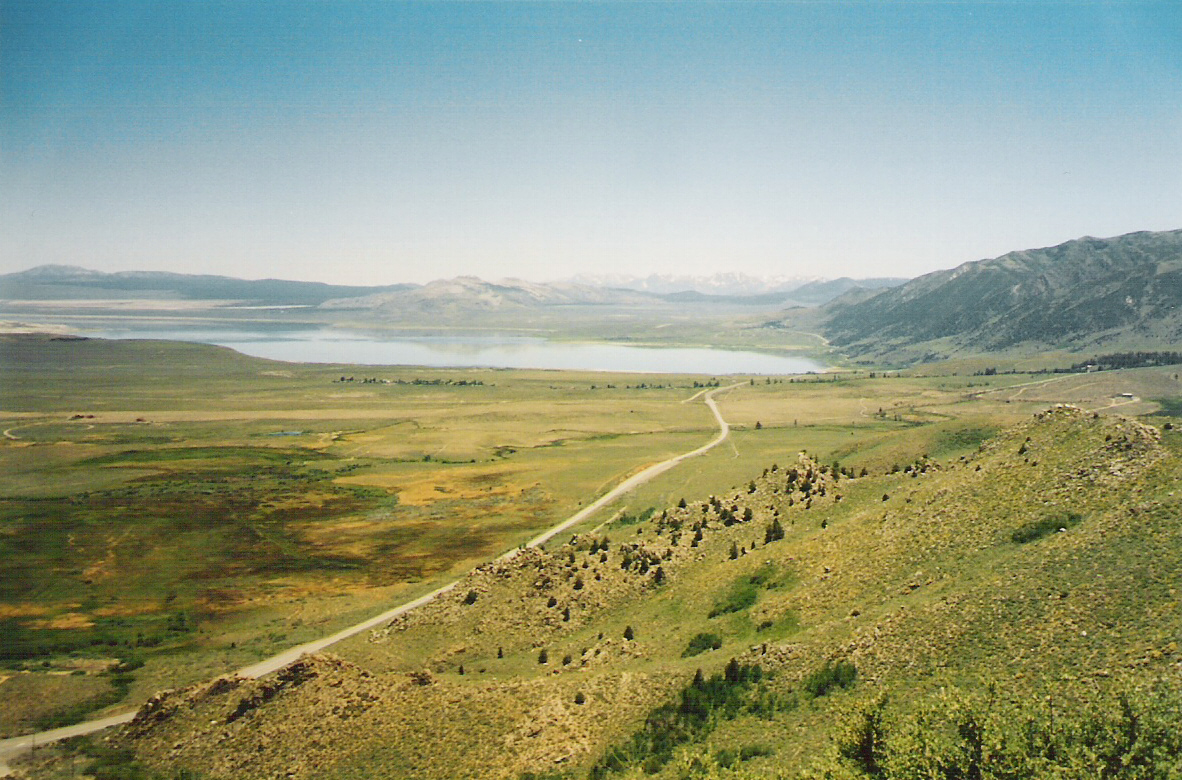
Vue générale
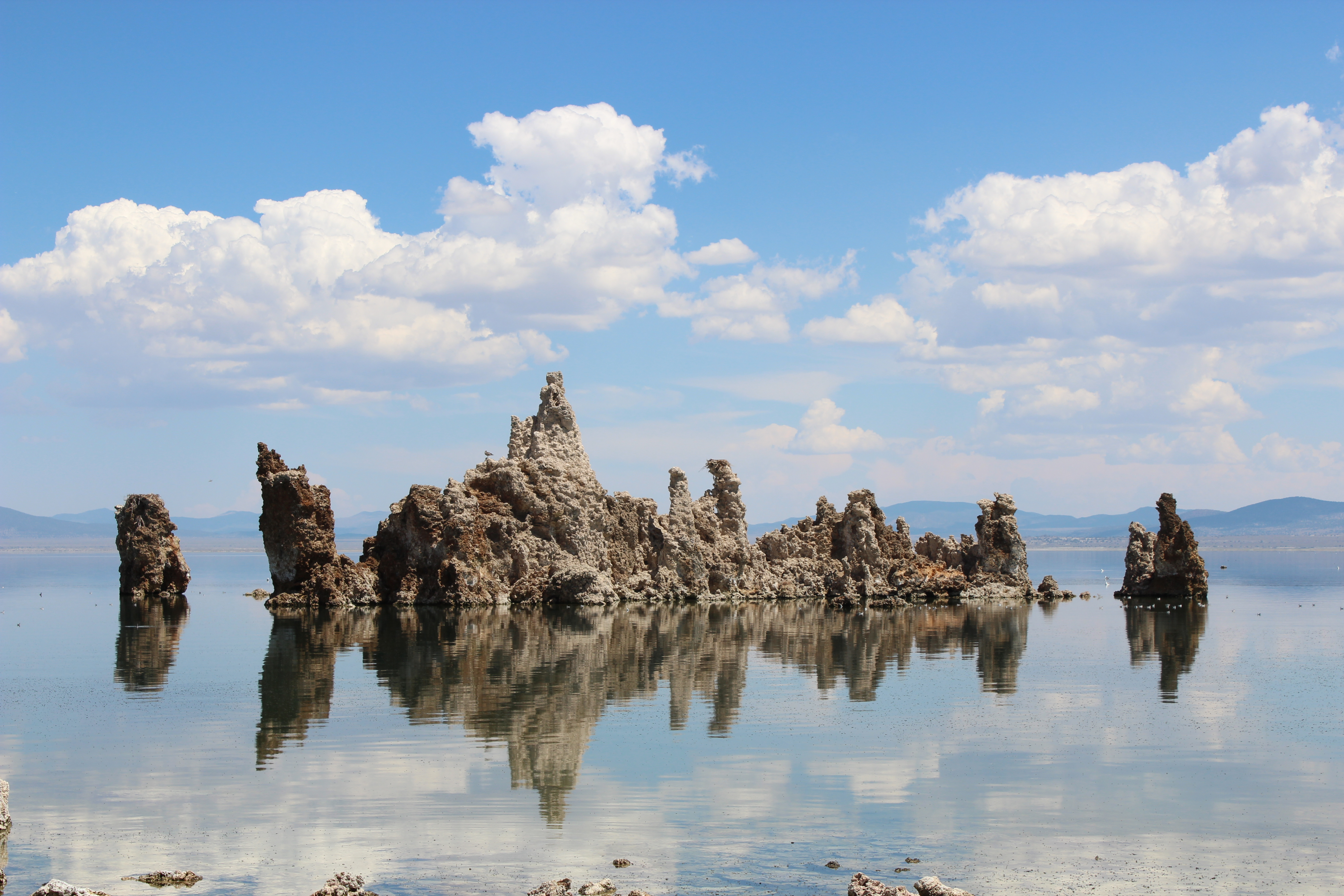
Colonnes de tufas du lac Mono

Ligne de tufas sur le lac Mono. Septembre 2016.

## Un lac salé

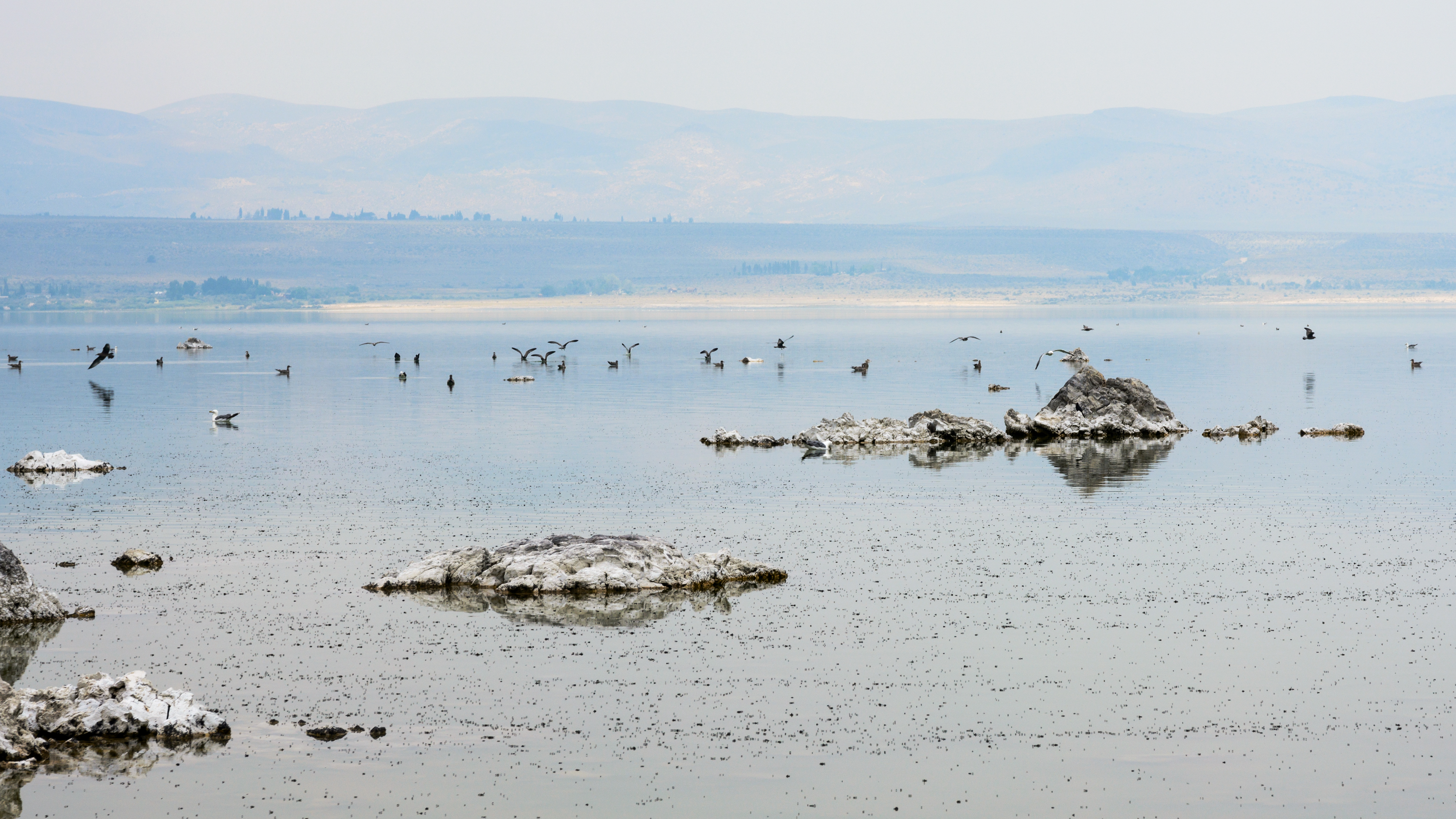
Le lac Mono survolé par des oiseaux

Ce lac possède l'une des plus grosses concentrations en sel, il y aurait environ 280 000 tonnes de sel dissous dans l'eau du lac, soit une concentration de 78 g/l en 2002.). Le lac Mono de la Californie est non seulement presque trois fois plus salé que l'océan, et en tant que lac de soude, aussi beaucoup plus alcalin. 
À cause de la nature alcaline du lac Mono (pH de 9,8, peu éloigné de la soude caustique), aucun poisson ne vit dans le lac, mais une espèce de crustacé, l'artémie (Artemia monica) y vit et en est endémique. Une mouche (Ephydra hians) s'y est également adaptée, trouvée à la surface de l'eau, mais également sous l'eau où elle peut survivre un certain temps en s'entourant d'une bulle d'air, qui lui permet de descendre sous l'eau se nourrir de microalgues. Cependant la couche cireuse hydrofuge de cette mouche peut être altérée par des résidus de crème solaire provenant d'humains pénétrant parfois dans le lac.
La présence de ces invertébrés fait du lac une étape essentielle pour la plupart des oiseaux migrateurs de cette région du monde.

## Usages et devenir

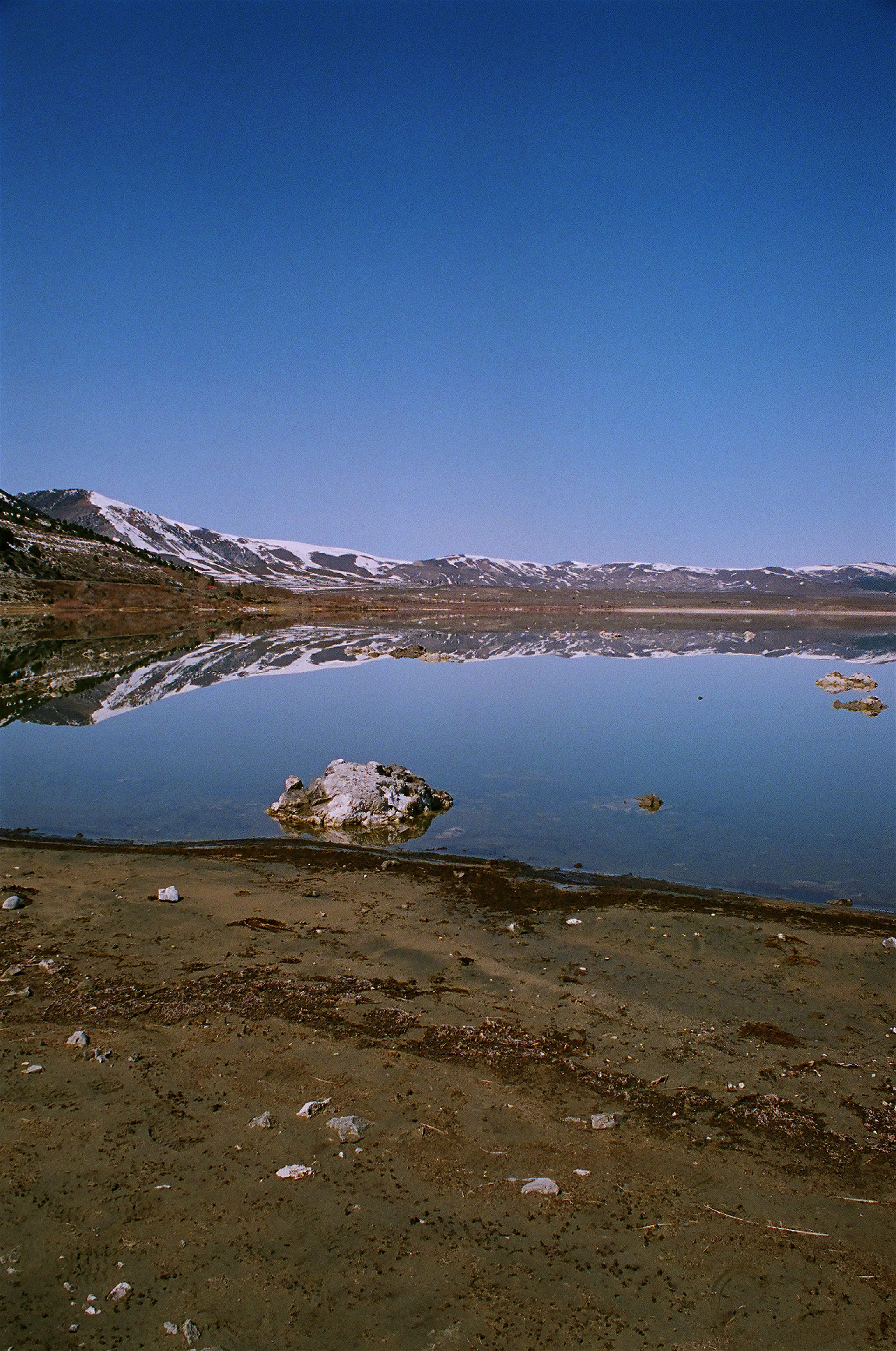
Le lac Mono

Les sources ou rivières en amont étant captées pour l'approvisionnement en eau par la zone urbaine du comté de Los Angeles comme beaucoup d’autres points d’eau, ce lac salé était condamné à se tarir, mais le comté de Mono et les habitants de la région se sont mobilisés pour le sauver de la destruction.
Entre 1979 et 1994, David Gaines et le Comité du Lac ont engagé des litiges avec Los Angeles. Los Angeles a cessé de détourner l'eau de Mono Lake qui a commencé à remonter à un niveau supportable pour son écosystème.

## Biologie
Certaines bactéries et nématodes qui vivent près du lac ont une résistance très élevée à l'arsénic
L'hypothèse que les bactéries nommées GFAJ-1 isolées dans les sédiments du lac Mono incorporent l'arsenic à la place du phosphore dans leur ADN, qui avait conduit la NASA à spéculer sur l'origine de la vie et l'existence d'une vie extraterrestre, a été réfutée et l'article correspondant rétracté.

## Paysage cinématographique
Ce lac a servi de principal décor à L'Homme des Hautes Plaines  de Clint Eastwood.

Panorama du lac Mono.